# 四連刻
四連刻（すーれんこー）とは、麻雀におけるローカル役のひとつ。同色で4つ連続した刻子を作ることにより成立する。役満。副露可。ただし、雀頭まで連番だった場合のみ役満とするルールや、役満ではなく6翻役（対々和と複合して実質8翻）とするルールなど、値段の取り決めに若干の揺れが見られる。

## 概要
比較的広く知られているローカル役満である。三連刻を採用するなら四連刻も一緒に採用されることが多いが、三連刻と同じく現在の一般的なルールでは採用しない場合が多く、各種プロ団体は勿論のことフリー雀荘でもほとんど採用されない。オンライン麻雀でも、東風荘・ハンゲーム・麻雀格闘倶楽部では採用されておらず、MJシリーズがかつて採用していたのみであった。そのMJシリーズでも、2010年4月1日のルール改正で、三連刻・大車輪・二飜縛りとともに廃止になった。
和了形は必ず対々和の形になる。鳴いて作れることもあり、役満としての難易度はそれほど高くはない。メンゼンでのテンパイはまれであろうが、その場合は四暗刻との複合がありうる。

## 牌姿の例
（例）高目と安目があるケース
では対々和のみだが、で四連刻になる。清一色や混一色である必要はない。
（例）確定のケース
のシャンポン待ち。どちらでも四連刻が成立する。雀頭まで連番になっているこのような形のみを役満とする場合もあるようである（純正四連刻）。この場合四連刻が6飜役扱いでも清一色5飜+対々和2飜が必ず複合して13飜なので数え役満が成立する。採用されていなくても7飜で跳満以上は確定、2〜8までの牌で作ればタンヤオも成立して倍満になる。なお、であがった場合、合計がちょうど100萬となり、百万石を採用していればそちらでも役満となる。